# Supercoppa italiana 2014 (hockey in-line)
La Supercoppa italiana 2014 è stata la 12ª edizione della omonima competizione italiana di hockey in-line disputata il 4 ottobre 2014 al Quanta Sport Village di Milano.
Hanno partecipato il Milano Quanta in qualità di squadra campione d'Italia e detentrice della Coppa Italia e il Monleale come finalista della Coppa Italia.
Il Milano Quanta vinse la partita per 6-5, aggiudicandosi per la terza volta il trofeo.

## Partecipanti
| Squadre       | Qual. | Partecipazioni precedenti (il grassetto indica la vittoria) |
| ------------- | ----- | ----------------------------------------------------------- |
| Milano Quanta |       | 2011, 2012, 2013                                            |
| Monleale      |       | Nessuna                                                     |

## Tabellino
| Milano 4 ottobre 2014 | Milano Quanta | 6 – 5 (d.t.s.) | Monleale | Quanta Sport Village |